# Mesterholdenes Europa Cup 1958-59
Europacuppen for Mesterhold 1958-59 var den fjerde europacupturnering for mesterhold.
Med 28 deltagende klubber var yderligere fire kommet til i forhold til sæsonen før.
Danmark var for første gang repræsenteret ved KB. Efter tre kampe mod Schalke 04 måtte de se sig slået i indledende runde.
Turneringen blev igen vundet af Real Madrid; denne gang med finalesejr over Stade Reims, som de også besejrede i den allerførste turnering.
Finalen blev spillet på Neckar Stadion i Stuttgart.
UEFA havde inviteret Manchester United med grundet flystyrtet tidligere på året.
Men efter der var foretaget lodtrækning, forbød FA dem i at medvirke, da det kun gjaldt for mesterhold.
Af politiske årsager nægtede Olympiakos at spille mod Besiktas, som de havde trukket i indledende runde.

## Indledende runde
| Klub 1                 | Samlet | Klub 2               | 1. kamp | 2. kamp | Kommentar                     |
| ---------------------- | ------ | -------------------- | ------- | ------- | ----------------------------- |
| Juventus               | 3-8    | Wiener Sport-Club    | 3-1     | 0-7     | -                             |
| Dinamo Zagreb          | 3-4    | Dukla Prag           | 2-2     | 1-2     | -                             |
| Besiktas               | v.u.k. | Olympiakos           | -       | -       | Se kommentar i indledningen.  |
| Atletico Madrid        | 13-1   | Drumcondra FC        | 8-0     | 5-1     | -                             |
| KB                     | 5-5    | Schalke 04           | 3-0     | 2-5     | Tredje kamp 3-1 til Schalke.  |
| Polonia Bytom          | 0-6    | MTK Budapest         | 0-3     | 0-3     | -                             |
| Young Boys             | v.u.k. | Manchester United    | -       | -       | Se kommentar i indledningen.  |
| Jeunesse Esch          | 2-2    | IFK Göteborg         | 1-2     | 1-0     | Tredje kamp 5-1 til Göteborg. |
| Wismut Karl Marx Stadt | 4-4    | Petrolul Ploiesti    | 4-2     | 0-2     | Tredje kamp 4-0 til Wismut..  |
| DOS                    | 4-6    | Sporting Lissabon    | 3-4     | 1-2     | -                             |
| Standard Liège         | 6-3    | Hearts of Midlothian | 5-1     | 1-2     | -                             |
| Ards FC                | 3-10   | Stade Reims          | 1-4     | 2-6     | -                             |

## 1/8-finaler
| Klub 1                  | Samlet | Klub 2                 | 1. kamp | 2. kamp | Kommentar                |
| ----------------------- | ------ | ---------------------- | ------- | ------- | ------------------------ |
| Real Madrid             | 3-1    | Besiktas               | 2-0     | 1-1     | -                        |
| Wiener Sport-Club       | 3-2    | Dukla Prag             | 3-1     | 0-1     | -                        |
| MTK Budapest            | 2-6    | Young Boys             | 1-2     | 1-4     | -                        |
| Atletico Madrid         | 2-2    | CDNA Sofia             | 2-1     | 0-1     | 3. kamp 3-1 til Atletico |
| IFK Göteborg            | 2-6    | Wismut Karl Marx Stadt | 2-2     | 0-4     | -                        |
| Stade Reims             | 7-0    | HPS                    | 4-0     | 3-0     | -                        |
| Wolverhampton Wanderers | 3-4    | Schalke 04             | 2-2     | 1-2     | -                        |
| Sporting Lissabon       | 2-6    | Standard Liège         | 2-3     | 0-3     | -                        |

## Kvartfinaler
| Klub 1            | Samlet | Klub 2                 | 1. kamp | 2. kamp | Kommentar                  |
| ----------------- | ------ | ---------------------- | ------- | ------- | -------------------------- |
| Wiener Sport-Club | 1-7    | Real Madrid            | 0-0     | 1-7     | -                          |
| Atletico Madrid   | 4-1    | Schalke 04             | 3-0     | 1-1     | -                          |
| Young Boys        | 2-2    | Wismut Karl Marx Stadt | 2-2     | 0-0     | 3. kamp 2-1 til Young Boys |
| Standard Liège    | 2-3    | Stade Reims            | 2-0     | 0-3     | -                          |

## Semifinaler
| Klub 1      | Samlet | Klub 2          | 1. kamp | 2. kamp | Kommentar                   |
| ----------- | ------ | --------------- | ------- | ------- | --------------------------- |
| Real Madrid | 2-2    | Atletico Madrid | 2-1     | 0-1     | 3. kamp 2-1 til Real Madrid |
| Young Boys  | 1-3    | Stade Reims     | 1-0     | 0-3     | -                           |

## Finale
| Klub 1      | Samlet | Klub 2      | Kommentar                      |
| ----------- | ------ | ----------- | ------------------------------ |
| Real Madrid | 2-0    | Stade Reims | 1-0 Mateos 1', 2-0 Stefano 47' |

## Topscoreliste
| Nr. | Spiller             | Hold                   | Mål |
| --- | ------------------- | ---------------------- | --- |
| 1   | Just Fontaine       | Stade Reims            | 10  |
| 2   | Vavá                | Atlético Madrid        | 8   |
| 3   | Alfredo di Stéfano  | Real Madrid            | 6   |
| 3   | Joaquín Peiró       | Atlético Madrid        | 6   |
| 5   | Enrique Collar      | Atlético Madrid        | 5   |
| 5   | Josef Hamerl        | Wiener Sport-Club      | 5   |
| 5   | Roger Piantoni      | Stade Reims            | 5   |
| 5   | Klaus Zink          | Wismut Karl Marx Stadt | 5   |
| 9   | Ivson               | Sporting               | 4   |
| 9   | Jean Jadot          | Standard Liège         | 4   |
| 9   | Bernhard Klodt      | Schalke 04             | 4   |
| 9   | Eugen Meier         | Young Boys             | 4   |
| 9   | Péter Palotás       | MTK Budapest           | 4   |
| 9   | Willy Tröger        | Wismut Karl Marx Stadt | 4   |
| 9   | Ernst Wechselberger | Young Boys             | 4   |
| 16  | Erich Hof           | Wiener Sport-Club      | 3   |
| 16  | Siegfried Kaiser    | Wismut Karl Marx Stadt | 3   |
| 16  | János Molnár        | MTK Budapest           | 3   |
| 16  | Hans Nowak          | Schalke 04             | 3   |
| 16  | Omar Sívori         | Juventus               | 3   |
| 16  | Jean Vincent        | Stade Reims            | 3   |

I alt 199 mål i 55 kampe. Gennemsnit 3,62 mål/kamp.